# Velîka Starîțea, Borîspil
Velîka Starîțea (în ucraineană Велика Стариця) este un sat în comuna Senkivka din raionul Borîspil, regiunea Kiev, Ucraina.

## Demografie
Componența lingvistică a localității Velîka Starîțea
     Ucraineană (94,62%)
     Rusă (3,9%)
     Alte limbi (1,35%)
Conform recensământului din 2001, majoritatea populației localității Velîka Starîțea era vorbitoare de ucraineană (94,62%), existând în minoritate și vorbitori de rusă (3,9%).